# Parco nazionale di Hortobágy

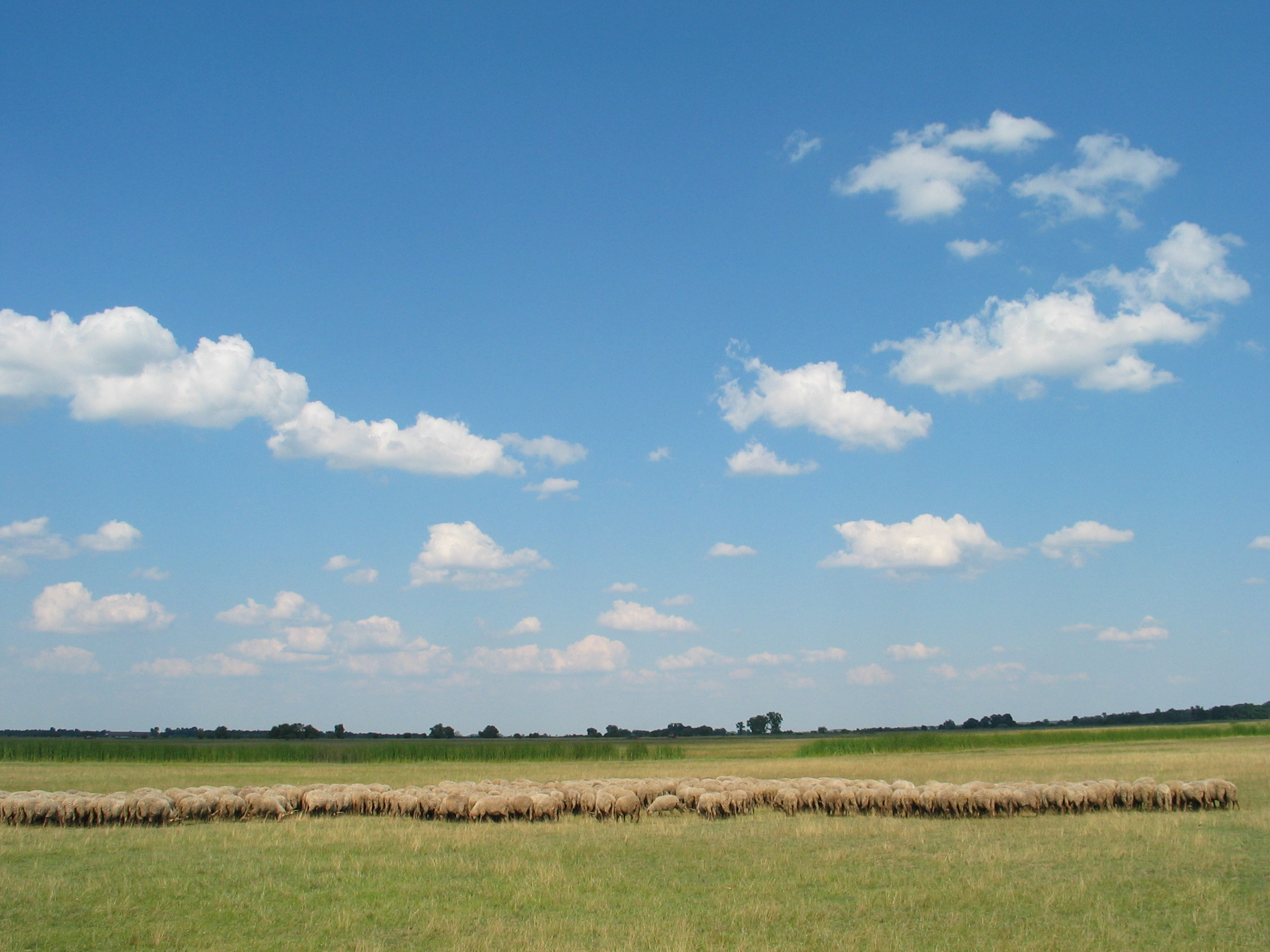
Hortobágy nella Grande Pianura Ungherese con le pecore racka

Il parco nazionale di Hortobágy (IPA [ˈɦortobaːɟ]) fa parte dell'Alföld (Grande Pianura) situata nell'Ungheria orientale, nei pressi di Debrecen. Il nome originale è Puszta di Hortobágy. Venne dichiarato parco nazionale nel 1973 (il primo in Ungheria), riserva della biosfera nel 1979 ed inserito dall'UNESCO tra i patrimoni dell'umanità nel 1999.
L'Hortobágy è la più ampia area produttiva ungherese, nonché la più grande prateria rimasta in Europa centrale. La sua superficie occupa più di 800 km².

## Descrizione
Il paesaggio di Hortobágy è simile ad una steppa, un prato piatto dove pascolano mandrie di cavalli, bufali, bovini grigi tipici dell'Ungheria, insieme a ovini "racka", cioè con le corna a torciglione, ed è l'habitat ideale per varie specie di uccelli: ne sono state avvistate ben 342. 
Nonostante le intense opere di bonifica che hanno reso l'Hortobágy in gran parte coltivabile, esso permette ancora oggi di godere di un paesaggio unico e fuori dal tempo.
La popolazione di questa zona ha mantenuto intatte le antiche tradizioni e attività: nel parco, il Museo dei pastori fa rivivere le abitudini degli abitanti della puszta che vivevano all'aperto tutto l'anno; un padiglione circolare custodisce la flora e la fauna più rare, insieme agli arnesi dei mestieri tradizionali popolari. In una galleria sono esposti quadri di noti pittori ungheresi che si sono ispirati a questo ambiente.
Fino a non molto tempo fa si credeva che questa steppa alcalina si fosse formata in seguito al taglio di immense foreste durante il Medioevo e alle misure di contenimento del corso del fiume Tibisco per evitare le sue frequenti e disastrose inondazioni, portando così a una modifica della struttura del terreno e del suo pH. In realtà l'Hortobágy è più antico: l'alcalinizzazione iniziò all'incirca 10.000 anni fa, quando il Tibisco si fece strada lungo la grande pianura ungherese, inglobando molti piccoli fiumi che nascevano dalle montagne settentrionali. La sua formazione venne proseguita dagli animali da pascolo, e dai cavalli selvaggi durante l'ultima glaciazione, e completata dagli animali domestici in seguito.
Nell'ultimo dopoguerra, quando l'Ungheria era sotto il controllo del regime comunista, Hortobágy era un sito dove veniva praticato il lavoro forzato.